# Burcu Yüksel

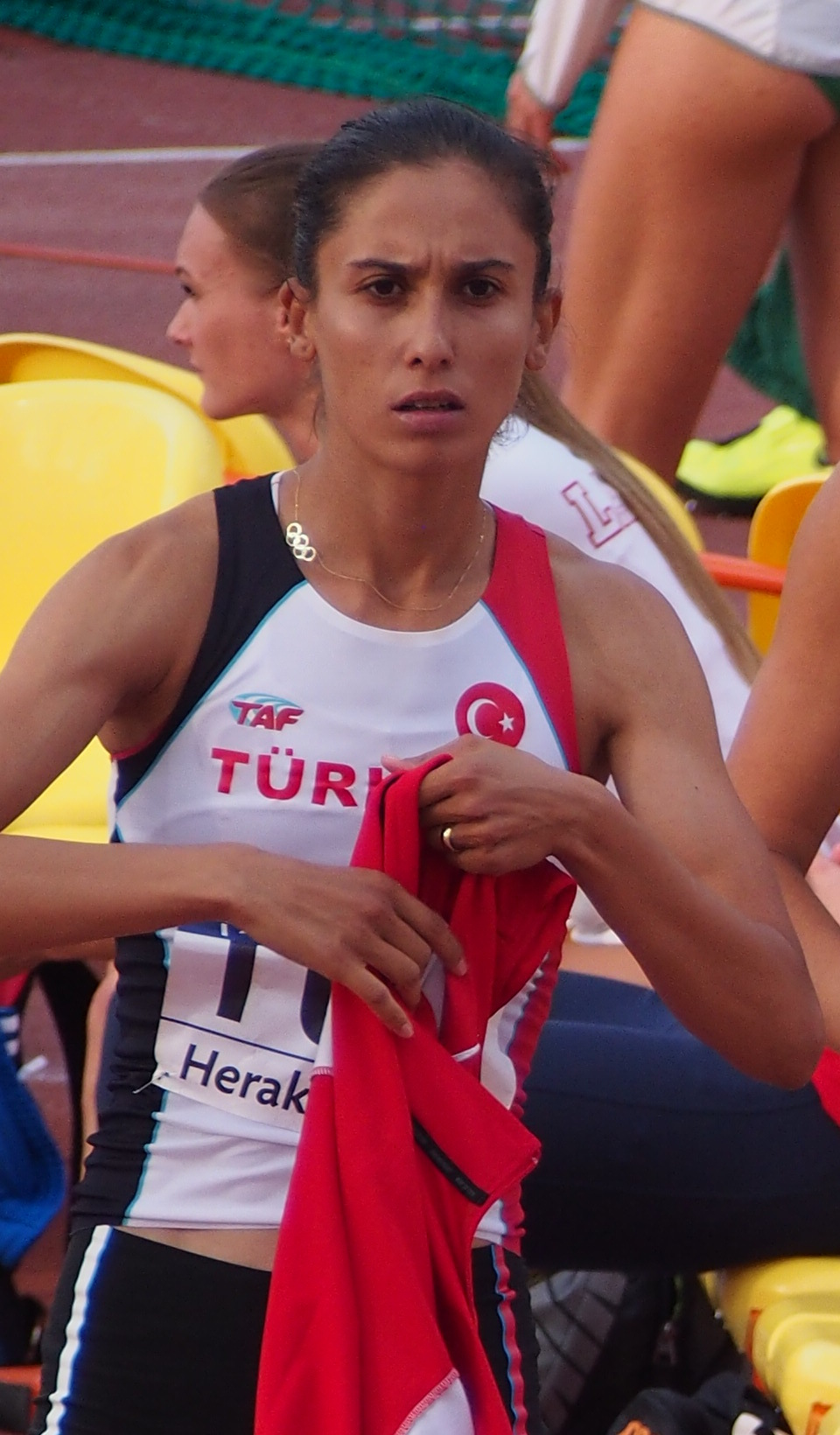
Burcu Yüksel 2015

Burcu Yüksel, vor Heirat Burcu Ayhan (* 3. Mai 1990 in Osmaniye) ist eine türkische Hochspringerin.
2009 gewann sie bei den Mittelmeerspielen 2009 Silber und bei den Leichtathletik-Junioreneuropameisterschaften Bronze. Bei den Leichtathletik-Europameisterschaften 2010 in Barcelona wurde sie Neunte.

## Persönliche Bestleistungen
- Hochsprung: 1,94 m, 16. Juli 2011, Ostrava
  - Halle: 1,88 m, 25. Februar 2012, Tallinn